# 에글리자우
에글리자우(Eglisau)는 스위스 취리히주 뷜라흐구에 있는 시정촌이다.

## 역사
에글리자우는 892년에 Ouwa로 알려진 여러 독립 농가로 처음 언급되었다. 1238년에는 Owe로, 1304년에는 ze Seglinger Owe로, 1332년에는 ze Eglins Owe로, 1352년에는 ze Eglisowe로 언급되었다.
2개의 주요 교통로가 교차하는 지점에 있다. 라인강 양쪽을 따라 위치한 위치 덕분에 위치 파악이 선박 교통을 지배할 수 있었다. 그곳은 또한 클레트가우와 취리히가우 사이의 남북 도로를 만드는 다리의 위치였다. 이 지정학적 위치로 말미암아 취리히가 란트포크트로 임명한 곳이 되었고, 시장 도시가 되었다.

## 지리

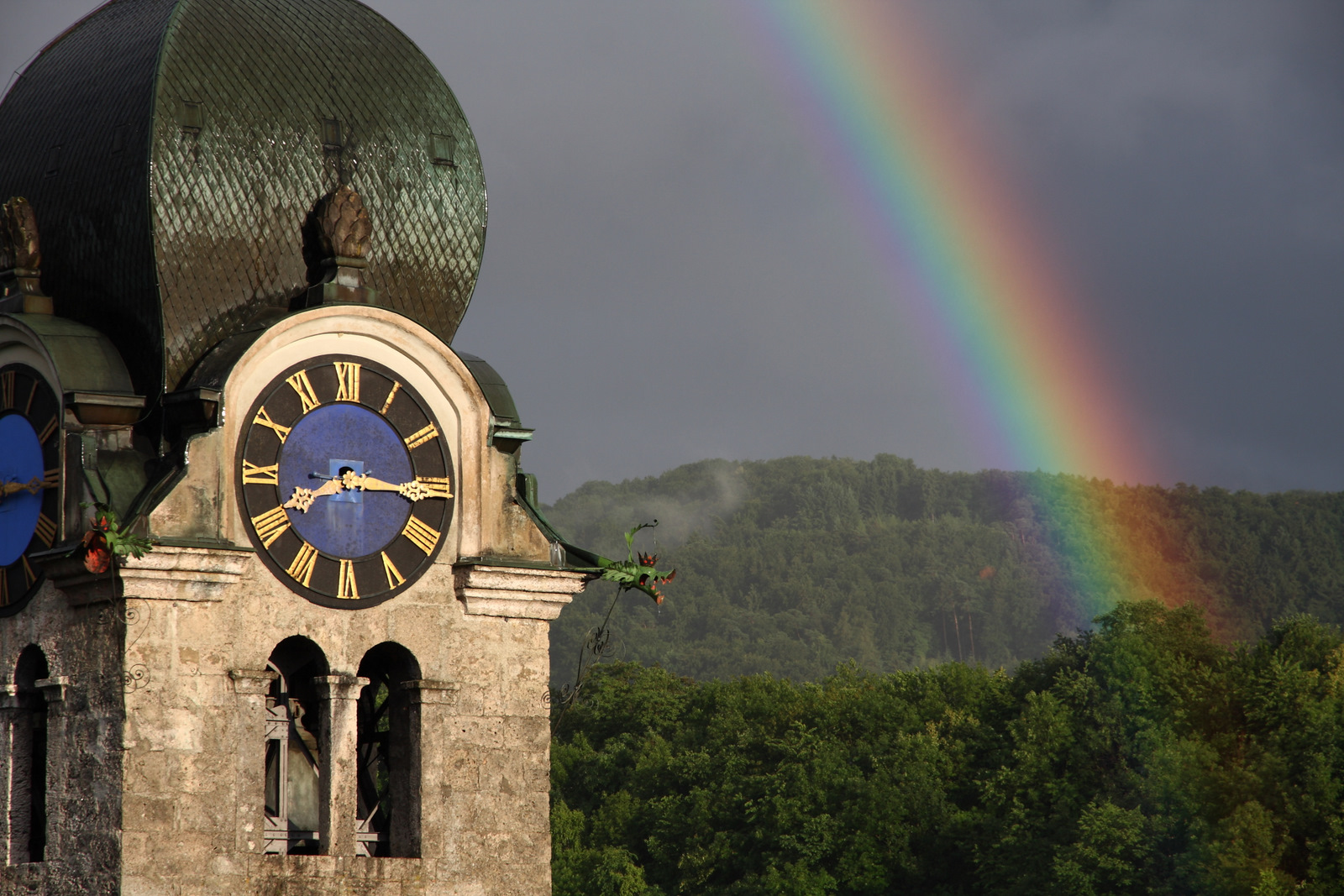
교회 주변의 무지개

에글리자우의 면적은 9.1k㎡이다. 이 지역의 35.5%는 농업용으로 사용되며 41.3%는 산림이다. 나머지 토지 중 15.9%는 정착지(건물 또는 도로)이고 나머지(7.4%)는 비생산적(강 등)이다.
시정촌은 라인 강 유역에 자리 잡고 있으며 역사적으로 강을 건너는 중요한 다리였다. 오른쪽 제방은 슈테틀리(Städtli), 부르크(Burg), 슈타이그(Steig), 빌러(Wiler), 왼쪽 제방은 퇴스리데른(Tössriedern) 마을 이 있는 제글링겐(Seglingen) 구역으로 구성되어 있다.

## 인구통계

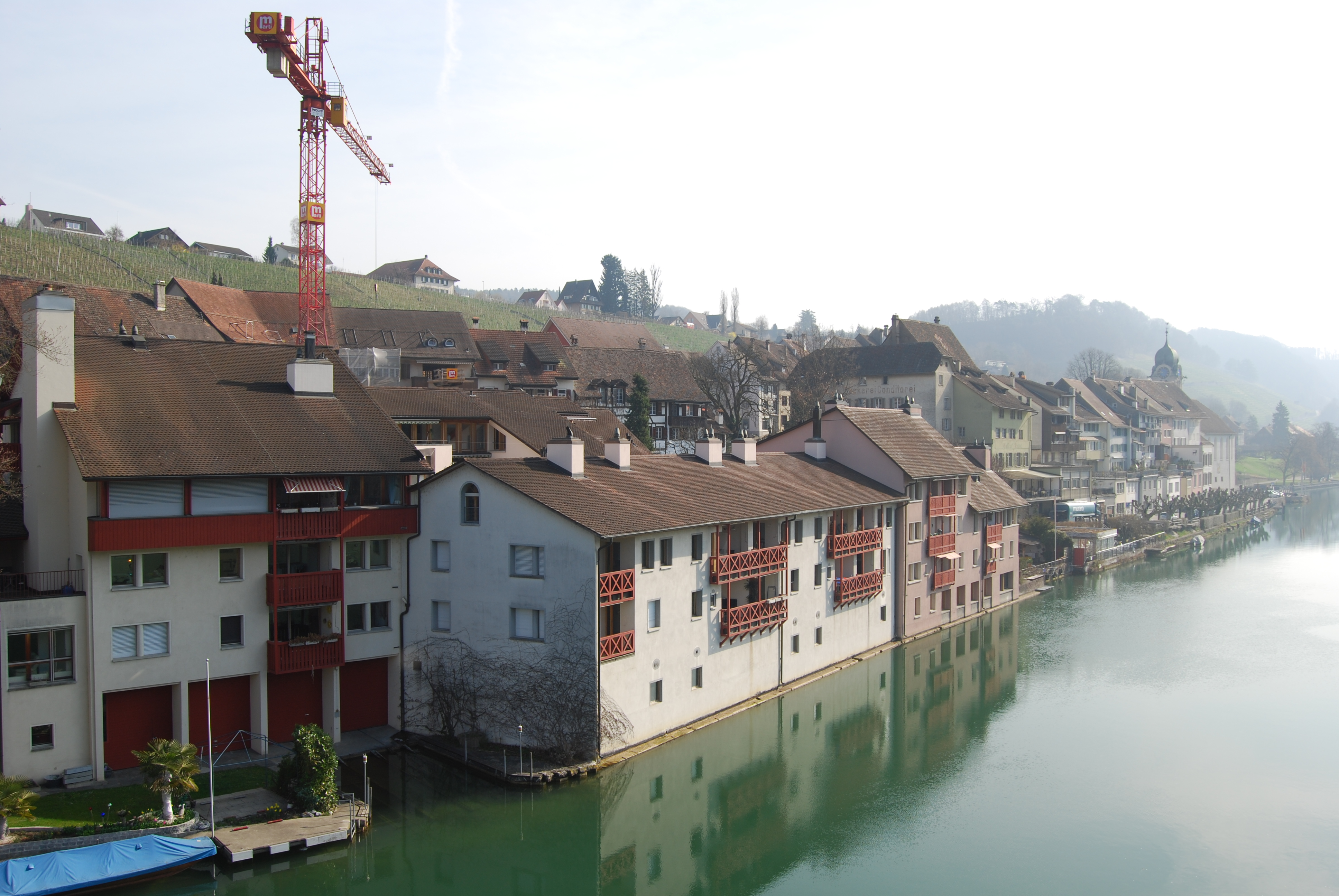
라인강변의 에글리자우

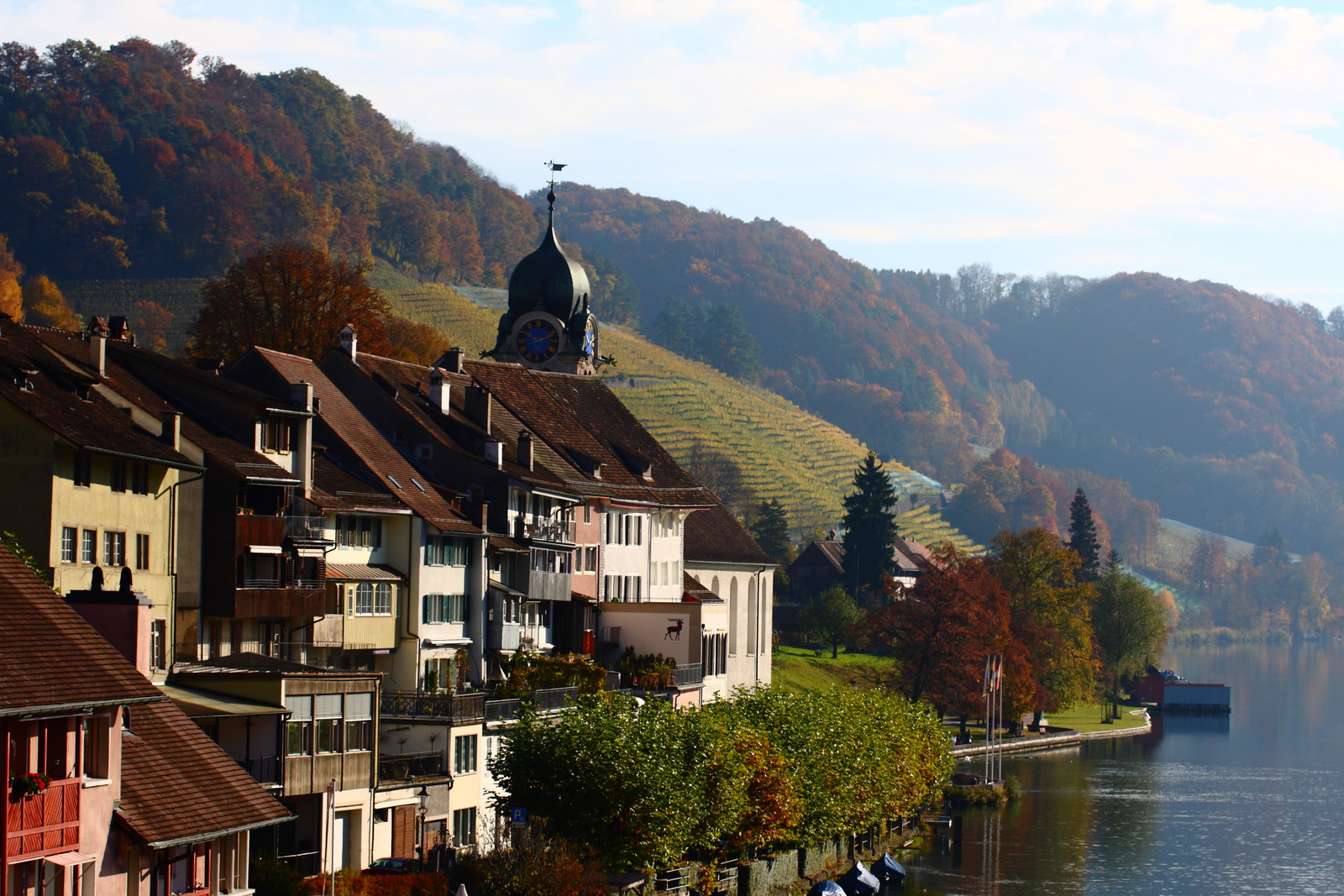
에글리자우의 가을색

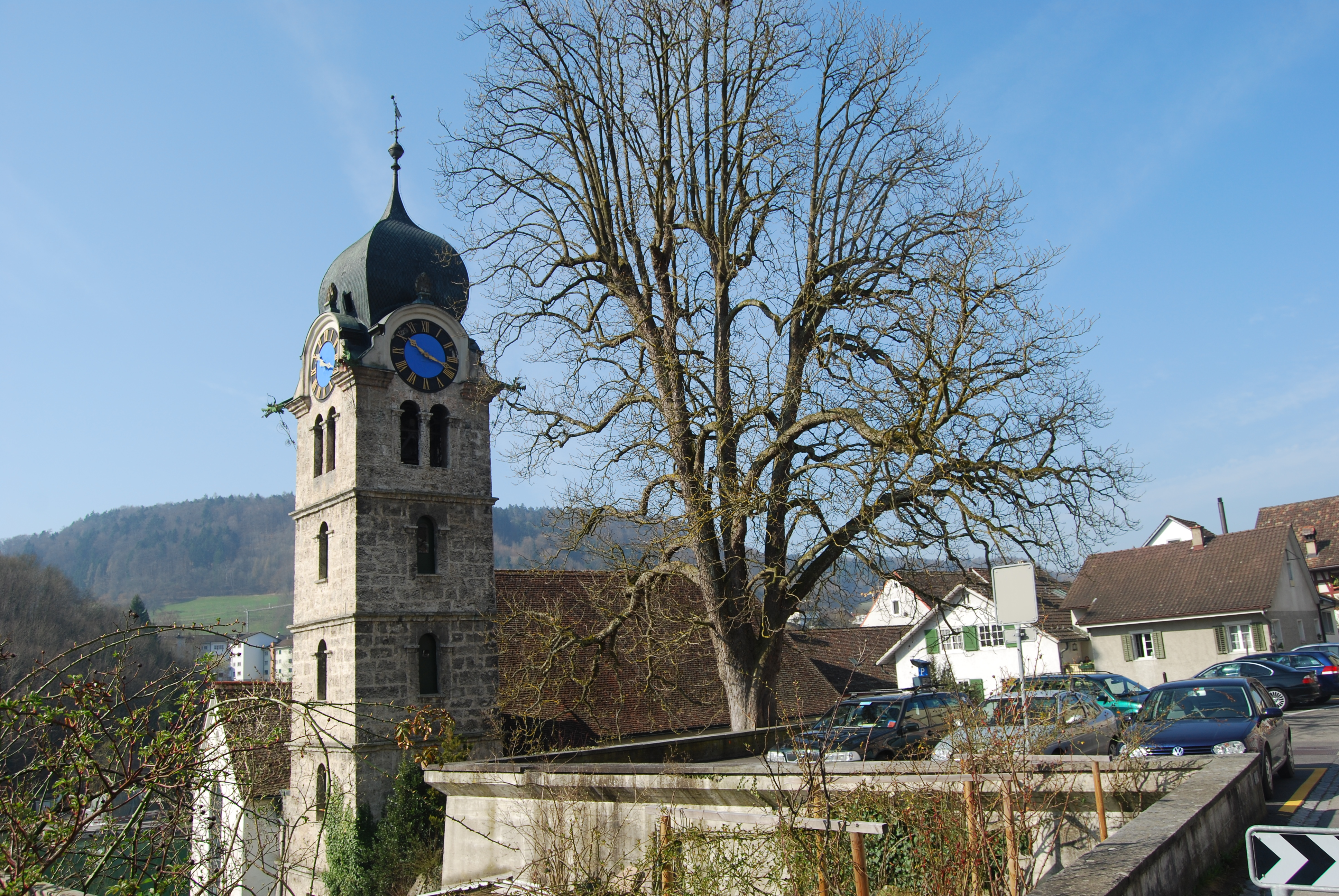
에글리자우 개혁 교회

에글리자우의 인구(2020년 12월 31일 기준)는 5,491명이다. 2007년 기준으로 전체 인구의 16.6%가 외국인이다. 지난 10년 동안 인구는 33.1%의 비율로 증가했다. 2000년 기준, 인구 대부분은 독일어(90.3%)를 사용하며, 이탈리아어가 두 번째로 많이 사용(3.0%)되고, 알바니아어가 세 번째(1.8%)로 사용된다.
2007년 선거에서 가장 인기 있는 정당은 38.5%의 득표율을 기록한 SVP였다. 다음으로 가장 인기 있는 3개 정당은 SPS (17.7%), CSP (11.8%), 녹색당 (11%)이었다.
인구의 연령분포(2000년 기준)는 어린이와 청소년(0~19세)이 전체 인구의 23.6%, 성인(20~64세)이 61.9%, 노인(64세 이상)이 14.5%를 차지한다. 에글리자우에서는 인구의 약 79.8%(25-64세)가 비필수 고등교육 또는 추가 고등교육(대학 또는 응용학문대학)을 완료했다.
에글리자우의 실업률은 2.55%이다. 2005년 기준으로 1차 경제 부문에 97명이 고용되어 있으며, 이 부문에 약 30개 기업이 참여하고 있다. 473명이 2차 부문에 고용되어 있고, 이 부문에 33개의 기업이 있다. 703명이 3차 부문에 고용되어 있으며, 이 부문에는 108개의 기업이 있다.
역사적 인구는 다음 표에 나와 있다.
| 년도   | 인구   |
| ------ | ------ |
| 13세기 | c. 150 |
| 14세기 | 350    |
| 1488   | 650    |
| 1588   | 860    |
| 1634   | 998    |
| 1689   | 1,494  |
| 1796   | 1,578  |
| 1850   | 1,612  |
| 1880   | 1,449  |
| 1900   | 1,175  |
| 1950   | 1,603  |
| 2000   | 2,893  |

## 교통
샤프하우젠과 취리히로 가는 훌륭한 철도 연결뿐 아니라 강을 따라 인근 마을로 가는 정기 강 보트 서비스가 있다.
에글리자우역은 취리히 S-반의 S9, S22, S41 노선이 있는 정류장이며, 취리히 중앙역에서 차로 31분 거리에 있다. 휜트방엔-빌역도 부분적으로 시정촌 내에 있으며 S9 및 S22가 운행된다. 두 역 사이에서 노선은 라인강을 가로지르는 에글리자우 철도 다리를 건넌다.